# Дальквист, Свен
Свен Дальквист (швед. Sven Dahlkvist; род. 30 мая 1955, Мокфьярд, Коппарберг) — шведский футболист, играл на позиции защитника. По завершении игровой карьеры — футбольный тренер. Становился лучшим футболистом Швеции 1984 года.

## Клубная карьера
Во взрослом футболе дебютировал в 1975 году выступлениями за футбольный клуб «АИК», в которой провёл двенадцать сезонов, приняв участие в 256 матчах чемпионата. Большую часть своей карьеры, провёл в составе клуба «АИК», где был основным защитником команды.
В 1988 году перешёл в клуб «Эребру», за который отыграл ещё 4 сезона. Завершил профессиональную карьеру футболиста выступлениями за команду «Эребру» в 1992 году.

## Выступления за сборную
В 1979 году дебютировал в официальных матчах в составе национальной сборной Швеции. В течение карьеры в национальной команде, которая длилась 7 лет, провёл в форме главной команды страны 39 матчей, забив 4 гола.

## Тренерская карьера
Начал тренерскую карьеру вскоре после завершения карьеры игрока, в 1993 году, возглавив тренерский штаб клуба «Эребру». Сейчас опыт тренерской работы на профессиональном уровне ограничивается этим клубом, в котором Дальквист проработал семь лет.

## Личная жизнь
Дочь Лиза (род. 1987) — футболистка.

## Достижения

### Личные
- Футболист года в Швеции: 1984